# ネオ・シオニズム
ネオ・シオニズム (Neo-Zionism) とは第三次中東戦争以後のイスラエルにおいて、ポスト・シオニズムに対抗するべく台頭した政治思想の一。保守或いは民族主義的な色彩が強い。イスラエルの軍人・政治家であるヤアコブ・カッツが立ち上げた保守系テレビ局「アルーツ・シェバ」 (Arutz 7) ならびにその系列のニュースサイトである「イスラエルナショナルニュース・ドットコム」などでたびたび主張されている。

## 主張
アラブ人のイスラエルに対する悪感情が反ユダヤ主義に起因している以上、彼らと平和裏に共存しうると考えるのは幻想に過ぎないと批判している。また、イスラエル国内のアラブ人は第五列にあると考え、平和を実現する唯一の方法は「抑止と報復」にあるとしている。
批判はイスラエル国民一般にも向けられ、「イスラエル人の国家意識が希薄なのはユダヤ文化から離れているからであり、（中略）新たな国家宗教と正統派との提携によってのみ、シオニズムは現下の道徳崩壊から救われる」という。イスラエルをユダヤ人にとっての約束の地と見なし、ユダヤ人国家樹立の目的はユダヤ人にとっての避難所を創設するためのみならず、イスラエルの人間にとっての国家的歴史的宿命を成就するためにあると主張する。

## ポスト・シオニズムとの比較
ネオ・シオニズム及びポスト・シオニズムは共に、「古典的な」シオニズムと無関係ではないが、前者がシオニスト・ナショナリズムについて個別主義的次元を強調する一方で、後者は普遍主義的次元を目立たせる傾向がある。以下、双方の対立点を列挙する。
|                        | ネオ・シオニズム                   | ポスト・シオニズム               |
| ---------------------- | ---------------------------------- | -------------------------------- |
| 国民についての考え方   | 民族                               | 市民                             |
| 自己アイデンティティ   | ユダヤ人                           | イスラエル国民                   |
| 模範的アイデンティティ | 共同体主義                         | 個人主義                         |
| 空間的アイデンティティ | （聖書における）パレスチナ         | イスラエル国家（グリーンライン） |
| 時間的アイデンティティ | 古代及び遥か未来（「我らが父祖」） | 現在及び近未来                   |
| 文化的アイデンティティ | 多文化的個別主義（「選ばれた民」） | 普遍主義                         |
| 政治風土               | 原理主義-メシア主義                | 功利主義-実用主義                |